# Ралстон, Арон
Арон Ли Ралстон (англ. Aron Lee Ralston; род. 27 октября 1975, Марион, Огайо) — американский альпинист, известный тем, что в апреле 2003 года во время штурма одного из склонов в штате Юта он был вынужден самостоятельно ампутировать кисть правой руки. Его рука оказалась зажатой под валуном, и для того, чтобы освободиться, Ралстону пришлось прибегнуть к ампутации тупым ножом китайского производства.

## Биография
Ралстон учился в Университете Карнеги — Меллон, по специальности инженер-механик. Его будущее не обещало быть экстремальным. Однако в скором времени он сильно увлекся экстремальными видами спорта, в особенности альпинизмом и скалолазанием. Он оставил свою работу в качестве инженера-механика Intel в 2002 году ради цели подняться на все скалы Колорадо «четырнадцатитысячники» (вершины высотой более 14000 футов) в течение зимнего сезона.

## Инцидент
26 апреля 2003 года, в возрасте 27 лет, Арон, занимаясь альпинизмом в одиночку, оказался в чрезвычайно сложной ситуации. В одном из каньонов Юты (Blue John Canyon) альпинист провел 5 дней и 7 часов с зажатой под валуном правой рукой. Некоторый запас провизии помог Арону прожить в ловушке несколько дней, однако, когда еда и вода закончились, перед Ралстоном встал вопрос — жить или умереть. Альпинист нашёл выход: он отрезал собственную руку и, кое-как справившись с травматическим шоком и риском сильной кровопотери, сумел пройти много миль под палящим солнцем. Он блуждал по пустыне до тех пор, пока не наткнулся на туристов из Нидерландов. Им удалось вызвать спасательный вертолёт. Арона спасли примерно через четыре часа после того, как он ампутировал себе руку.

## После инцидента
В августе 2009 года Ралстон женился на Джессике Трасти, и их первый ребёнок, Лео, родился в феврале 2010 года.
В настоящее время Арон Ралстон является примером мужества, символом героизма в горах.
Арон Ралстон стал чрезвычайно частым гостем страниц прессы и телевидения. Он неоднократно появлялся в различных телешоу и на обложках журналов.
В сентябре 2004 года вышла его автобиографическая книга «127 часов. Между молотом и наковальней» (англ. Between a Rock and a Hard Place). В 2010 году по материалам книги был снят художественный фильм «127 часов» режиссёра Дэнни Бойла.

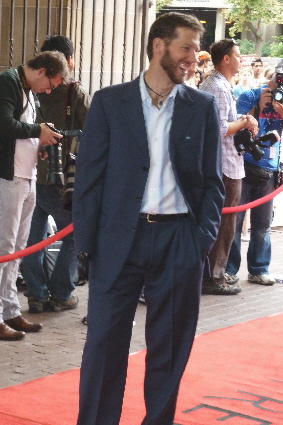
Ралстон в Торонто на премьере «127 часов»